# Kisaeng
Les kisaeng sont des courtisanes coréennes, dans un sens très proche des geishas du Japon. Les kiseang ont pour rôle de tenir compagnie aux personnalités de haut rang tels que les rois, les nobles, les yangbans et les hauts fonctionnaires,,.
Apparues tout d'abord pendant la dynastie Koryo, les kisaeng sont officiellement les dames de compagnie des membres du gouvernement. La plupart sont employées à la Cour, mais elles sont peu à peu introduites dans les grandes demeures provinciales. Elles maîtrisent la poésie en vers et en prose. Toutefois, leur talent est très souvent ignoré du fait de leur statut social peu élevé.
Le statut social des kisaeng est souvent ambigu : elles sont vues comme des personnes de basse classe par les membres du yangban mais leur lieu de vie, leurs parures et parfois leur richesse font d'elles des personnes différentes du peuple.
Les kisaeng, tant dans la fiction que dans les faits réels, jouent un rôle important dans la culture coréenne traditionnelle de la période Joseon. Beaucoup de contes historiques et populaires coréens, telle que la légende de la fidèle Chunhyang, le Chunhyangga, ont pour héroïne des kisaeng.
Bien que le nom de la plupart des kisaengs ait été oublié, les plus remarquables d'entre elles ont été retenues par l'Histoire. La plus célèbre d'entre elles est Hwang Jini (XVIe s).

## Rang social

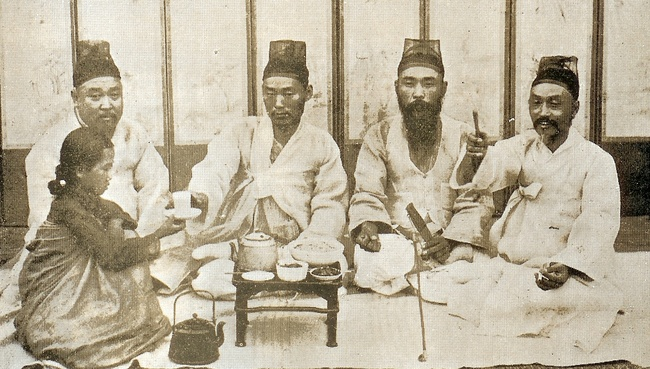
Kisaeng de Corée (vers 1910~1920s)

Pendant la période Koryo et la période Joseon, les kisaeng ont le statut de cheonmin (천민), le rang le plus bas de la société, tout comme les bouchers et les esclaves. Le statut social étant héréditaire, la fille d'une kisaeng devient par voie de conséquence, une kisaeng,. Le gouvernement détient un registre qui répertorie toutes les kisaeng afin de s'assurer de la lignée. La même procédure est appliquée aux esclaves. Une kisaeng peut se voir libérer de son statut si un prix colossal est reversé au gouvernement. Cet «affranchissement» ne peut être effectué que par un haut fonctionnaire ou un noble,.
Beaucoup de kisaeng sont douées pour la poésie, et une grande quantité de sijo composés par des kisaeng nous sont parvenus. Ils ont souvent pour thème les peines de cœur ou encore la rupture, proche des poèmes composés par les lettrés en exil. En outre, la plupart des poèmes sont composés dans le but d'attirer les érudits. Il faut ajouter que le style sijo est surtout associé aux kisaeng alors que les femmes yangban se concentrent plus sur le style gasa.
Les kisaeng relèvent du gwang-gi, administration locale dont relèvent aussi les esclaves. Toutefois, leur statut est bien différencié de celui des esclaves puisqu'elles sont recensées à part. De ce fait, elles sont peu à peu considérées comme supérieures aux esclaves bien qu'elles fassent toujours partie du cheonmin.
On dit souvent que les kiseang possèdent le corps des basses classes mais l'esprit des aristocrates.
Toutes les kisaeng ne se livrent pas au commerce du sexe. De nombreux témoignages font état de kisaeng se spécialisant spécifiquement dans les arts, la musique, la poésie et les techniques de conversation.

## Carrière

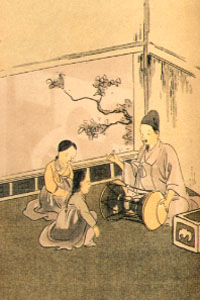
Jeune kisaeng recevant une instruction musicale, vers 1910

La carrière d'une kisaeng est généralement courte : elle commence vers 16-17 ans pour finir à l'âge de 22 ans. Seules quelques kisaeng peuvent continuer à travailler au-delà de cet âge. C'est donc pour cela que l'entraînement commence très tôt, à l'âge d'environ 8 ans. Toutes les kisaeng, même celles qui ne pratiquent plus leur métier, doivent se retirer à l'âge de 50 ans, conformément à la loi. Une kisaeng de renom peut finir sa carrière en devenant la concubine d'un de ses clients. Toutefois, ce cas reste très rare. La kisaeng choisit souvent d'ouvrir son propre commerce, comme des tavernes par exemple,.
À la fin de la période Joseon, un système hiérarchisé à trois niveaux s'est mis en place dans le milieu des kisaeng :
- Haengsu  (hangul 행수, hanja 行首) : le plus haut rang. Il regroupe les kisaeng qui dansent et chantent aux banquets des classes les plus élevées. Elles arrêtent leur art après l'âge de 30 ans[18],[17]. Néanmoins, elles peuvent se reconvertir en couturière ou encore travailler dans la médecine jusqu'à l'âge de 50 ans[18]. Elles ne reçoivent leurs clients qu'en fonction de leur volonté. La plupart des kisaeng de la cour font partie du haengsu, elles sont aussi appelées seonsang (hangeul 선상, hanja 選上)[18] et sont responsables des apprenties.
- Samsu  (hangul 삼수, hanja 三首) : le rang le plus bas. Les kisaeng du samsu ont l'interdiction formelle de pratiquer les danses et les chants des kisaeng du haengsu[19].

Ce système hiérarchisé s'est totalement effondré à la fin du XIXe siècle.
Au cours de sa carrière, une kisaeng peut amasser des fortunes considérables. Cependant, cela reste rare. Une kisaeng doit subvenir elle-même à ses propres besoins, qu'il s'agisse de nourriture, parures et vêtements, et autres maquillages.

### Devenir une kisaeng

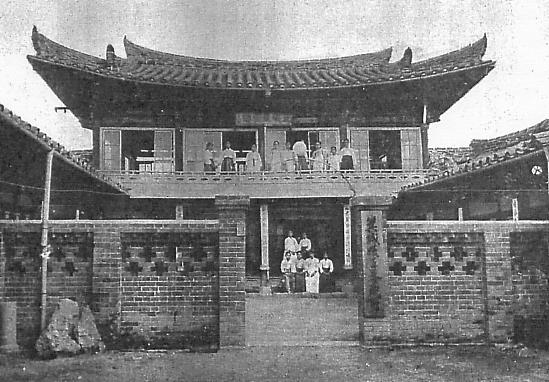
École de kisaeng de Pyongyang, vers 1930

Une femme peut entrer dans le milieu des kisaeng via plusieurs moyens. La voie la plus courante est la voie héréditaire ; la fille d'une kisaeng devient à son tour kisaeng. Les autres sont alors vendues au gijeok par les familles qui ne peuvent plus élever leur fille. Ces familles font souvent partie du cheonmin. Mais il arrive que des familles de rang plus élevé, endettées, se voient dans l'obligation de vendre leur fille. Et, plus rarement encore, certaines femmes yangban peuvent devenir kisaeng, notamment lorsqu'une femme a commis un adultère.
Comme les kisaeng se doivent d'être habiles dès le début de leur carrière, le gouvernement veille de très près à leur éducation. Il met en place des gyobang (en) qui sont des instituts d'entraînement des kisaeng vouées à exercer leur art dans les palais pendant la période Koryo. Durant la période Joseon, le système des gyobang est de plus en plus codifié. L'instruction se concentre sur la musique et la danse. Les entraînements les plus spécialisés sont destinés aux kisaeng du haengsu. Les cours consistent en l'étude de la poésie, la danse, la musique et l'art. L'école la plus réputée est celle de Pyongyang. Le système s'est poursuivi même pendant l'occupation japonaise, période pendant laquelle le nom des instituts s'est changé en gwonbeon.

## Vie quotidienne
En tant qu'esclaves du gouvernement, la vie des kisaengs était étroitement réglementée. Elles étaient surveillées par l'officier chargé des kisaengs, le hojang. Celui-ci était également chargé de tenir le registre des kisaengs, et de s'assurer qu'aucune des kisaengs du district ne fuit. Les kisaengs étaient tenues de répondre aux demandes des clients, à moins qu'elles aient préalablement notifié le "hojang". Les kisaenge du district devaient se présenter pour une inspection deux fois par mois et également lorsqu'un nouveau fonctionnaire arrivait dans la région. En outre, elles devaient se présenter à une formation continue, généralement axée sur la musique et la danse. La fréquence et le contenu de cette formation variaient d'une région à l'autre.
Cependant, les affaires détaillées des kisaengs n'étaient pas directement supervisées par l'État. L'ordre était maintenu au sein de chaque "gyobang", qui pouvait comprendre quelques dizaines de kisaengs, par les kisaengs "haengsu", celles du niveau le plus élevé. Lorsqu'un problème survenait entre une kisaeng et un client, ou lorsque des accusations de comportement criminel sont portées contre une kisaeng, la kisaeng "haengsu" joue généralement le rôle de médiatrice.
En outre, la plupart des kisaengs avaient un "gibu", ou "mari kisaeng", qui leur offrait une protection et un soutien économique, par exemple en leur achetant des objets de valeur ou en leur accordant un statut social en échange de divertissements. La plupart des "gibu" étaient d'anciens soldats, des agents de l'État ou des serviteurs de la famille royale. Parfois, il y avait des frictions entre les clients potentiels et des "gibus" possessifs, bien que le "gibu" n'était pas le mari de la kisaeng et n'avait aucun droit légal sur elle. Le rôle du "gibu" a changé avec le temps ; au début, de nombreuses kisaengs au service du gouvernement n'avaient pas de protecteur. mais à la fin de la dynastie Joseon, le système du "gibu" était plus ou moins universel,.
Sous la dynastie Joseon, les maisons de kisaengs étaient généralement en centre-ville, souvent à proximité du marché. Elles étaient disposées de manière à créer un effet accueillant ; dans de nombreux cas, l'emplacement était choisi avec une belle vue, et la zone autour de la maison était aménagée avec des bassins et des plantations ornementales.

## Politique et diplomatie

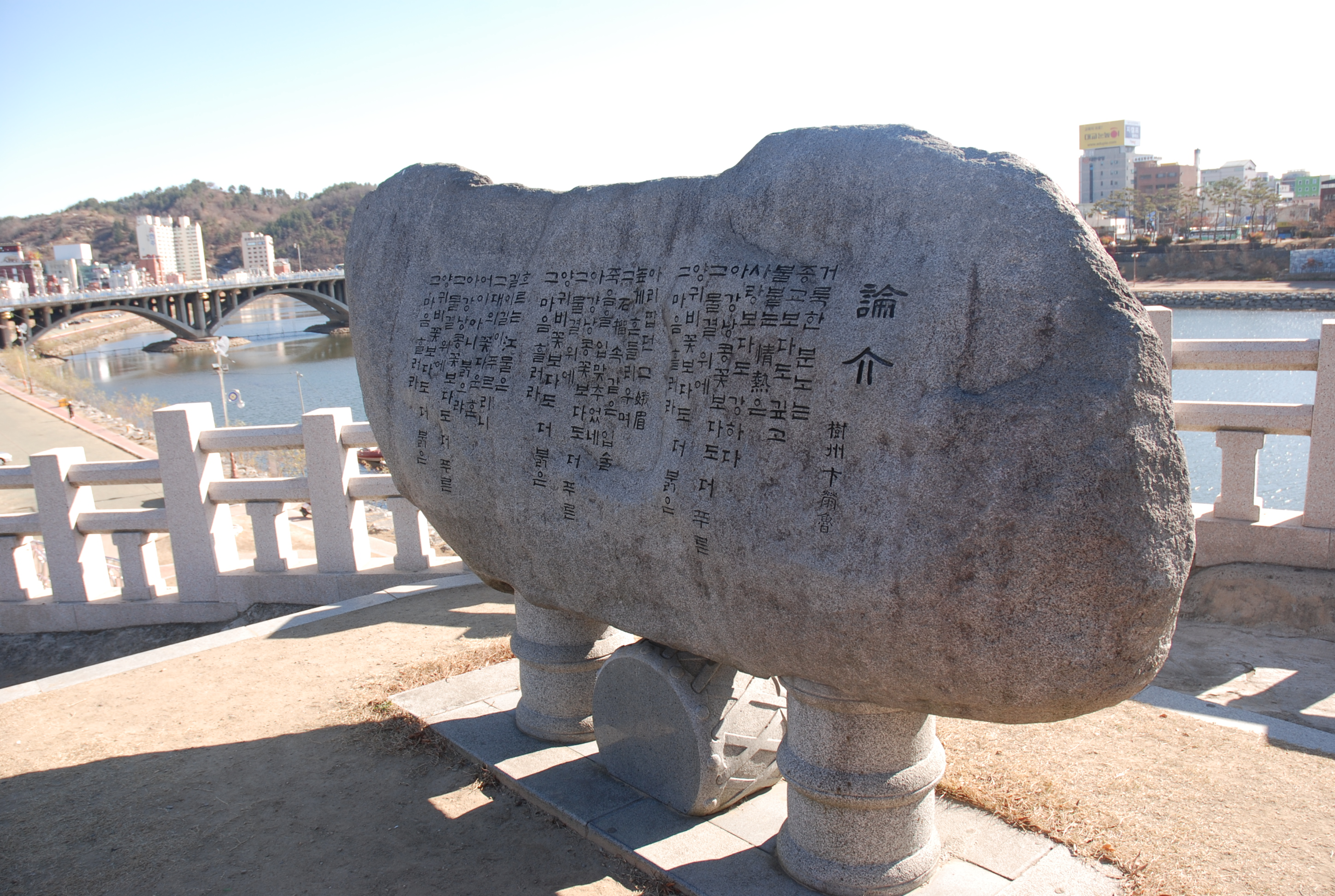
Poème de Byeon Yeong-ro en l'honneur de Nongae près du sanctuaire qui lui est dédié.

Les kisaeng ont joué un certain nombre de rôles politiques importants, en tant que serviteur de l'État et de façon personnelle. Elles étaient employées pour recevoir et divertir les dignitaires étrangers en visite en provenance de certaines régions de Chine, et pour les accompagner s'ils voyageaient dans le pays.
Grâce à leur fréquentation des tavernes et des auberges de la ville, les kisaeng étaient souvent parmi les mieux informées des affaires locales. Pour cette raison, elles étaient parfois une source d'information essentielle. C'est par exemple grâce aux informations fournies par kisaeng que l'armée rebelle de Hong Gyeong-nae (en) a pu facilement prendre la forteresse de Jongju au début du XIXe siècle.
Lorsque les villes tombaient, comme cela a été le cas pour beaucoup de villes coréennes lors des invasions japonaises de la Corée (1592-98) à la fin du XVIe siècle, les kisaeng étaient souvent appelées pour divertir les généraux de l'armée victorieuse. Certaines des kisaeng les plus célèbres de Corée, dont Nongae (en) de Jinju, sont aujourd'hui commémorées pour leur bravoure dans l'assassinat ou la tentative d'assassinat des chefs de l'armée impériale japonaise.
Certaines kisaeng ont également été actives dans les mouvements d'indépendance coréen du début du XXe siècle. En cela, elles ressemblaient à d'autres femmes de Joseon, qui ont souvent joué un rôle de premier plan dans la lutte pour l'indépendance. Aengmu, une kisaeng de Daegu, était l'une des principales donatrices du mouvement pour le remboursement de la dette nationale au début du XXe siècle. Une cinquantaine de kisaeng de Jinju ont participé à une manifestation dans le cadre du Mouvement du 1er Mars en 1919.

## Différences régionales

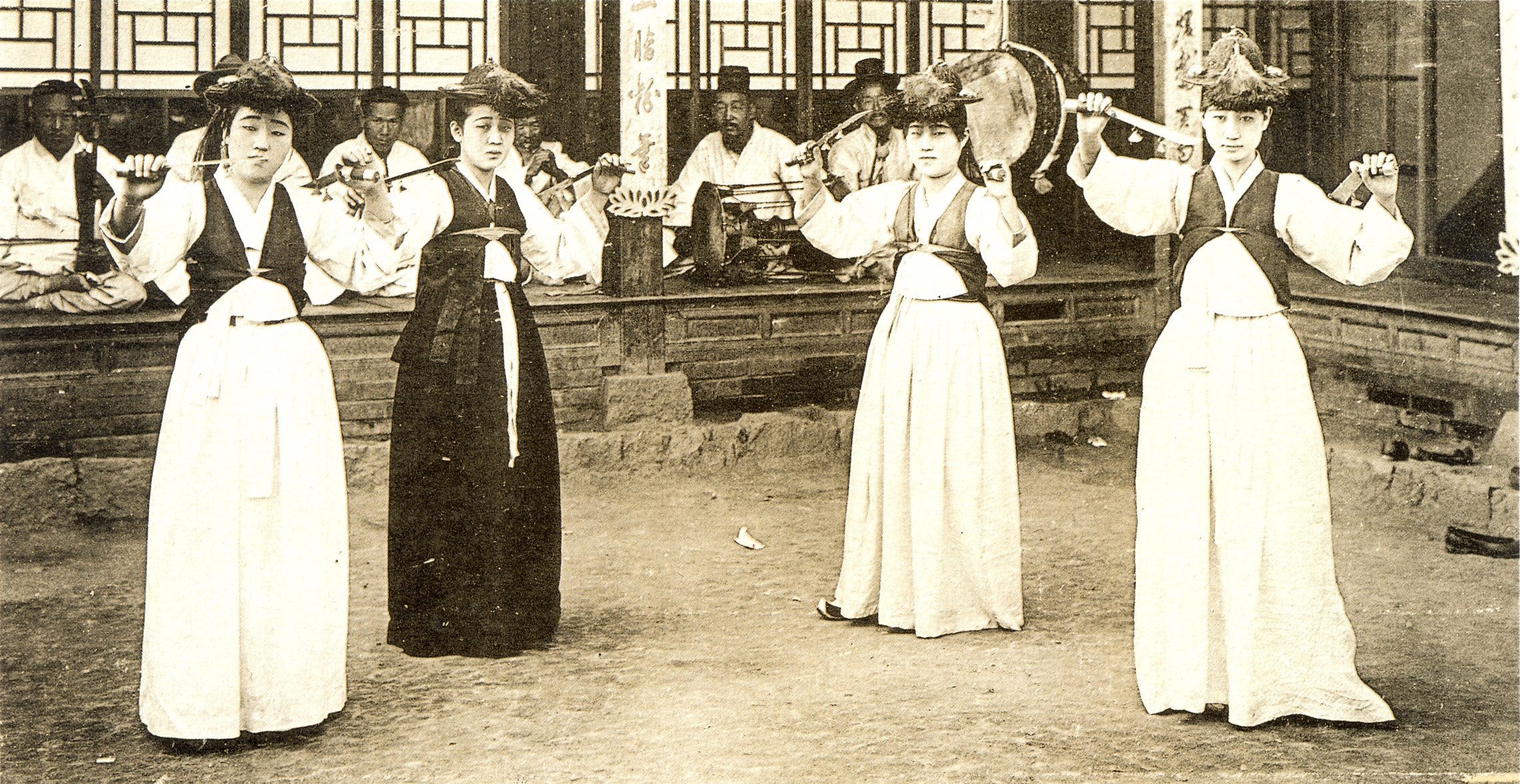
Kisaeng présentant la danse du sabre

Les kisaeng semblent avoir été relativement peu nombreuses, tout au plus quelques milliers. Elles étaient réparties dans tout le pays, avec quelques centaines dans les grands centres et un petit nombre dans les villages hyeon. Hwang 1997, p. 450 et Ahn 2000, vol.2 notent que certaines estimations placent le total à 20 000, mais il est finalement d'accord avec Hwang pour dire que le total était probablement inférieur à 10 000. On pouvait aussi en trouver dans les « stations » et les auberges qui fournissaient de la nourriture et un abri aux voyageurs le long des routes artérielles du pays, comme la grande route du Yeongnam.
Le nombre et les caractéristiques des kisaeng varient beaucoup d'une région à l'autre. Pendant la période Joseon, la ville qui comptait de loin le plus de kisaeng était Séoul, alors appelée Hanseong, avec peut-être 1000 kisaeng. Beaucoup d'entre elles travaillaient pour la cour, et aidaient à former le grand nombre d'artistes nécessaires pour les grands festivals. Les kisaeng belles ou talentueuses étaient souvent emmenées des provinces à Séoul. La formation requise pour les kisaeng à Séoul était régulière et très stricte, les kisaeng inattentives étant renvoyées chez elles.
Il y avait également un grand nombre de kisaeng dans les anciennes capitales de Kaesong et Pyongyang. Les kisaeng de Pyongyang étaient réputées pour leur haut niveau de compétence et de beauté. L'école des kisaeng de Pyongyang était l'une des plus importantes du pays, et a continué à fonctionner jusqu'à la fin de la période coloniale. Les kisaeng de Pyongyang étaient également connues pour leur capacité à réciter le gwansan-yungma, une chanson du compositeur du XVIIIe siècle Shin Gwang-su (en).
D'autres grandes concentrations existaient autour des camps militaires, en particulier le long de la frontière nord. Par exemple, à l'époque de Sejong le Grand au XVe siècle, une soixantaine de kisaeng étaient rattachés à la base militaire de Nyongbyon. Dans ces régions, les kisaeng jouaient essentiellement le rôle d'épouses pour l'armée et leur rôle était proportionnellement plus axé sur les tâches domestiques que sur le divertissement.
Les kisaeng des autres régions conservaient également des identités locales distinctes. Les kisaeng de Jinju étaient particulièrement adeptes du geommu, une danse traditionnelle à l'épée. Celles de Jeju étaient connues pour leurs prouesses équestres,. Dans de nombreux cas, les compétences valorisées des kisaeng d'une région correspondaient à d'autre revendication locale de gloire. Les kisaeng de la région de Gwandong sur la côte est, qui abrite de nombreux sites célèbres, dont les monts Kumgang, mémorisaient le gwandongbyeolgok, un poème qui raconte le paysage de leur région,. Celles de la région Honam du sud-ouest étaient formées au pansori, tandis que celles de la ville seonbi d'Andong pouvaient réciter la Grande Étude par cœur.

## Histoire

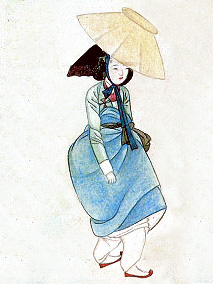
Kisaeng, peinture de Hyewon de 1805

Un silence écrasant plane sur l'histoire officielle de la Corée lorsqu'il s'agit des kisaeng. Elles n'entrent qu'occasionnellement dans les registres officiels tels que les Goryeo-sa ou Annales de la dynastie Joseon. Pourtant, les références aux kisaeng sont assez répandues dans les yadam ou histoires anecdotiques des penseurs ultérieurs de Joseon du mouvement silhak tels que Yi Ik et Jeong Yak-yong, aussi connu sous le nom de Dasan, qui ont réfléchi à leur rôle et à leur place dans la société. Aujourd'hui encore, de nombreuses histoires officielles de la Corée ne tiennent pas compte de l'histoire des kisaeng. Par exemple, la "Nouvelle histoire de la Corée" de Lee Ki-baik ne contient pas une seule référence aux kisaeng.

### Origines
Il existe différentes théories concernant l'origine des kisaeng. La première théorie a été formulée par le savant Dasan, et les théories se sont multipliées à mesure que les kisaeng elles-mêmes ont été reléguées dans le passé.
Une théorie situe en fait leurs origines à l'époque de Silla, parmi les wonhwa (en), prédécesseurs féminins des hwarang. Cependant, il y a peu de choses qui suggèrent un lien concret entre les wonhwa de Silla et les kisaeng ultérieures. De plus, les wonhwa semblent avoir été choisies parmi l'aristocratie, alors que les kisaeng ont toujours été membres des classes inférieures. Pour ces raisons, peu de chercheurs contemporains soutiennent cette théorie.
Beaucoup d'autres retracent leurs origines aux premières années de Koryo, lorsque de nombreuses personnes ont été déplacées à la fin de la période des Trois Royaumes tardifs en 936.
À cette époque, un grand nombre de personnes de Baekje erraient dans le pays. On ne sait pas si un mode de vie nomade était déjà établi, ou s'il est une conséquence des récents troubles. En fait, un lien entre ces vagabonds et les tribus nomades de Mandchourie a été évoqué. Le premier roi de Koryo, Taejo, considérait ces vagabonds comme une menace pour la stabilité de l'État. Il a ordonné qu'ils soient transformés en esclaves du gouvernement. Bien qu'il n'existe pas de documents précis, il est probable que les premières kisaeng aient été tirées de ces anciens vagabonds.

### Koryo
Quelles que soient leurs origines, les kisaeng sont apparues comme classe puis se sont fait connaître pendant la période Koryo, 935-1394. Elles sont mentionnées pour la première fois au début du XIe siècle. À cette époque, elles exerçaient principalement des métiers spécialisés tels que les travaux d'aiguille, la musique et la médecine. Les artistes féminines de la cour pendant cette période jouaient un rôle similaire à celui qu'ont joué plus tard presque toutes les kisaeng.
En raison de la croissance de la classe des kisaeng, sous le règne de Myeongjong, l'État a commencé à tenir des registres (appelés gijeok (en)) des kisaeng vivant dans chaque juridiction. À cette époque, l'État a également fait ses premiers efforts pour mettre en place des institutions éducatives pour former les artistes kisaeng. Ces académies étaient connues sous le nom de gyobang (en), et sont apparues pour la première fois dans l'histoire avec leur abolition par Hyeonjong en 1010. Cependant, ils ont été rétablis sous le règne de Chungnyeol. Le "gyobang" assurait la formation dans les styles musicaux dangak (en)' et sogak (en)'.
Les femmes formées au "gyobang" étaient exclusivement des artistes de cour. Leur rôle dans les affaires de la cour devint de plus en plus important au cours des dynasties suivantes. Elles divertissaient à la fois le roi et les dignitaires en visite, un rôle qui s'est poursuivi à l'époque de Joseon. En outre, à partir du règne du roi Munjong, elles se produisaient lors de cérémonies officielles de l'État.
Tout comme l'origine des kisaeng n'est pas claire, leur relation précise avec les autres couches de la société l'est également. Les artistes féminines qui apparaissent dans les registres sont exclusivement des kisaeng de la cour, et sont enregistrées comme esclaves du gouvernement.

### Dynastie Joseon

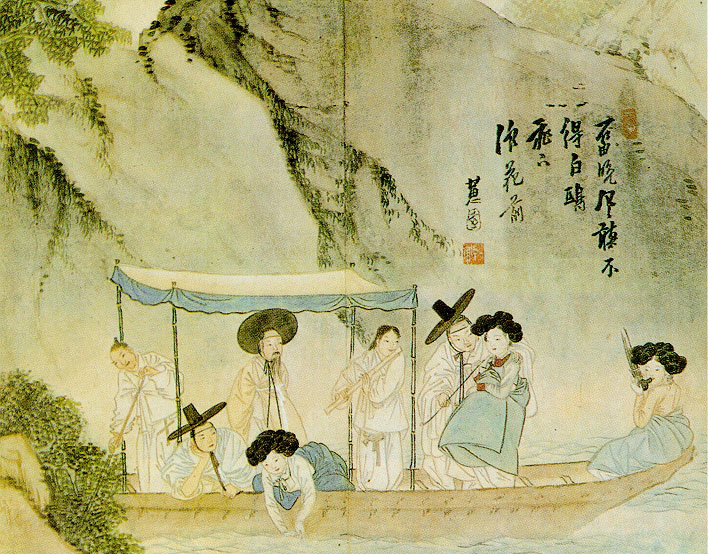
Kisaeng, peinture de Hyewon, 1805

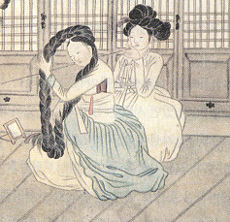
Kisaeng, peinture de Yu Un-hong (1797-1859)

La dynastie Joseon, qui a duré de 1394 à 1897, a succédé à celle de Koryo. Pendant la dynastie Joseon, le système des kisaeng a continué à s'épanouir et à se développer, malgré l'attitude profondément ambivalente du gouvernement à son égard.
Joseon a été fondé sur le confucianisme coréen, et les érudits de l'époque avaient une vision très négative du travail des femmes et de la classe des kisaeng en particulier. De nombreux appels ont été lancés en faveur de l'abolition des kisaeng ou de leur exclusion de la cour, mais ils n'ont pas abouti - peut-être à cause de l'influence des femmes elles-mêmes, ou peut-être de la peur que les fonctionnaires eux-mêmes volent les épouses d'autres hommes. Une proposition de ce type a été faite sous le règne de Sejong le Grand, mais lorsqu'un conseiller de la cour a suggéré que l'abolition de la classe conduirait les fonctionnaires du gouvernement à commettre des crimes graves, le roi a choisi de préserver les kisaeng.
Pendant le règne bref et violent de Yeonsangun (1494-1506), les kisaeng sont devenues le symbole de la démesure royale. Yeonsangun traitait les femmes comme des objets de plaisir et faisait même du kisaeng médicinal (yakbang gisaeng) un divertissement. Yeonsangun a fait venir 1 000 femmes et filles des provinces pour servir de kisaeng de palais ; beaucoup d'entre elles étaient payées par le trésor public Il a peut-être été le premier à instaurer une hiérarchie formelle entre elles, divisant les kisaeng du palais en "Ciel", celles avec qui il dormait, et "Terre", celles qui remplissaient d'autres fonctions.
En 1650, toutes les kisaeng étaient devenues des esclaves du gouvernement. Les kisaeng attachées à un bureau du gouvernement étaient connues sous le nom de "gwan-gi", ou "kisaeng du bureau". Leur rôle n'incluait pas, selon la loi, le service sexuel au titulaire de la fonction ; en fait, les fonctionnaires du gouvernement pouvaient être sévèrement punis pour avoir fréquenté une kisaeng. Cependant, dans la pratique, les kisaeng étaient souvent forcées de servir le titulaire de la fonction. Une distinction a parfois été faite entre les "gwan-gi" qui étaient obligées de coucher avec le titulaire de la fonction et celles qui ne l'étaient pas. Cette distinction a été présentée dans la pièce de théâtre populaire Chunhyangga.
La réforme Gabo de 1895 a officiellement aboli le système de classes de la dynastie Joseon, ainsi que l'esclavage. À partir de cette année-là, toutes les kisaeng sont devenues nominalement libres. Dans la pratique, de nombreuses kisaeng, comme beaucoup d'autres esclaves, ont continué à être asservies pendant de nombreuses années. En outre, beaucoup de celles qui ont été libérées n'avaient pas d'autre carrière ; elles ont continué à travailler comme artiste, sans les protections que leur offrait le statut de kisaeng. Au cours de la décennie suivante, beaucoup de kisaeng sont allées travailler ailleurs.

### Kisaeng modernes

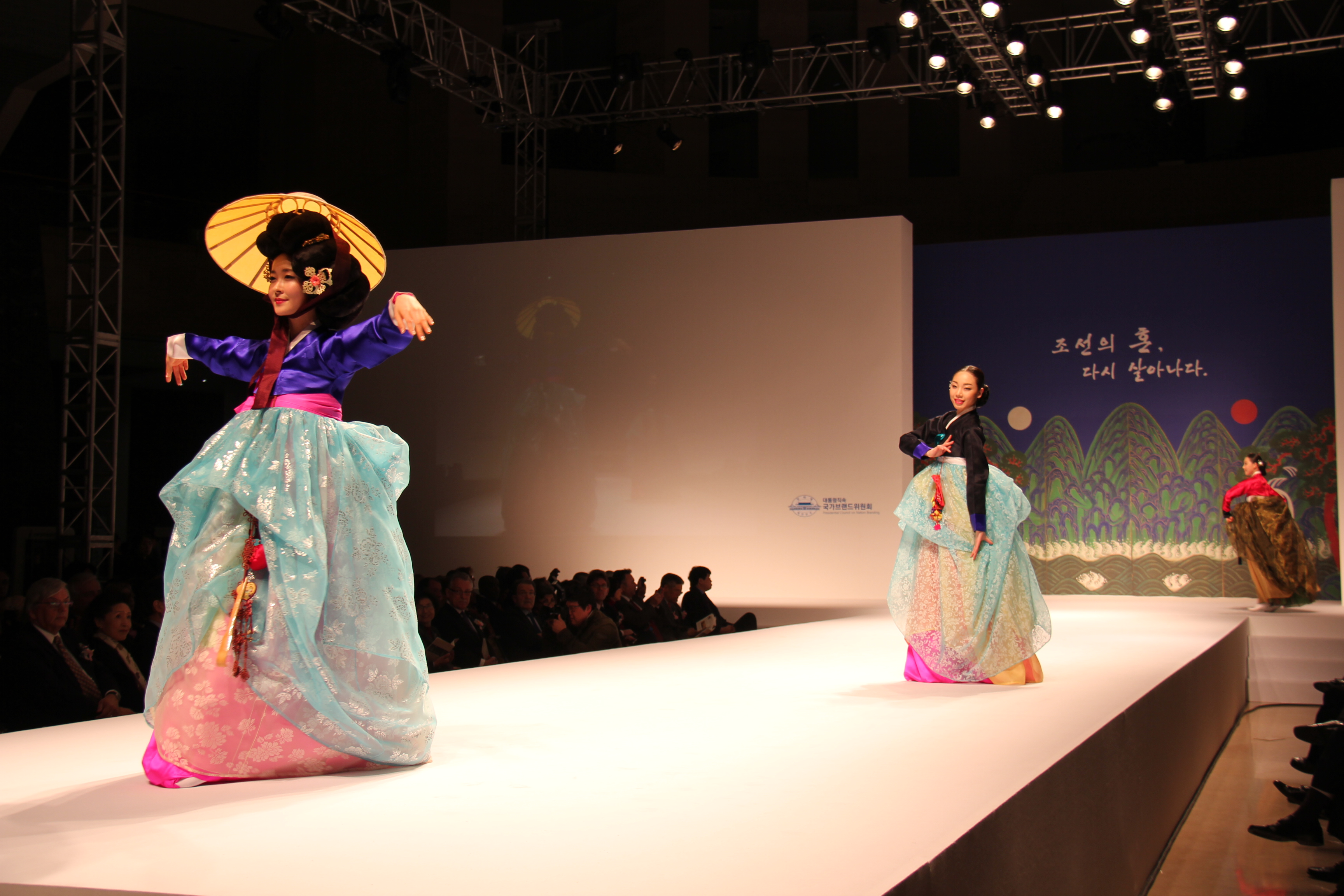
Reconstitution d'un mariage royal en 2012

À partir des années 1970, les danses et le vocabulaire des kisaeng sont partiellement conservés dans la scène de la danse et du théâtre coréens contemporains observés dans les gwonbeon, les écoles de kisaeng, qui ont prédominé pendant la période coloniale japonaise, entre 1910 et 1945. Bien que le vrai gwonbon n'existe plus, une convention académique s'est développée où les étudiants étudient en privé avec d'anciennes kisaeng ou des animateurs de gwonbon.
Très peu de maisons traditionnelles de kisaeng continuent à fonctionner en Corée du Sud, et de nombreuses traditions et danses sont considérées comme perdues à jamais. Certaines entreprises sud-coréennes continuent d'escorter les hommes d'affaires étrangers en visite dans une maison de kisaeng, mais ces lieux sont pour la plupart des interprétations modernes des vieilles maisons de kisaeng. La plus ancienne maison traditionnelle de kisaeng en Corée, Ohjinam (오진암), a été fermée en 2010. Aujourd'hui, l'évolution des kisaeng et leur impact sur la société coréenne font l'objet d'une nouvelle attention, les Coréens redoublant d'efforts pour redécouvrir et revitaliser leur patrimoine culturel et historique. Toutefois, cet intérêt se concentre presque entièrement sur les kisaeng historiques de la période de Joseon, et non sur les traces des kisaeng qui perdurent aujourd'hui.
En Corée du Nord, tous les descendants de kisaeng ont été étiquetés comme membres de la "classe hostile" et sont considérés comme ayant un "mauvais songbun", c'est-à-dire du "sang contaminé".

## Les kisaeng dans la littérature

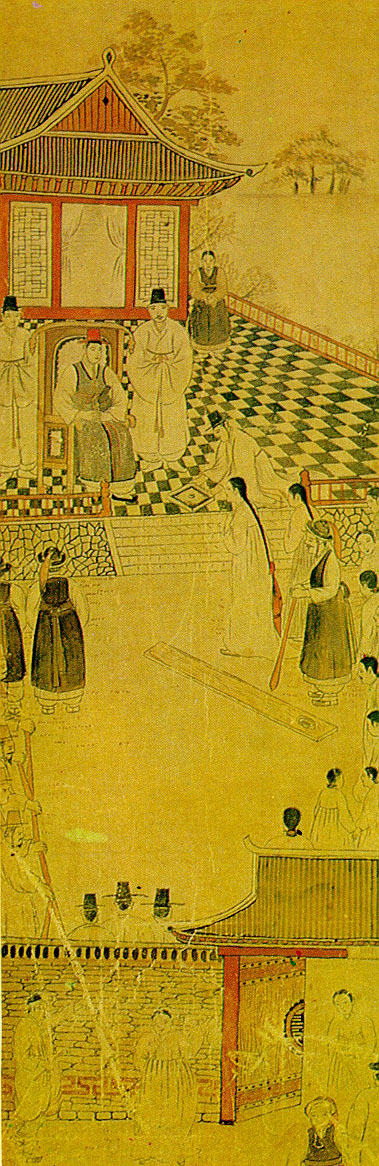
Chunhyang devant les juges, peinture anonyme datant de l'époque Joseon

Les kisaeng ont joué un rôle important dans la littérature populaire coréenne à partir du milieu de la dynastie Joseon. Avec l'émergence de la littérature populaire comme les romans et les pansori, les kisaeng ont souvent joué un rôle de premier plan. Cela était en partie dû à leur rôle unique de femmes pouvant se déplacer librement dans la société. Les kisaeng apparaissent en tant qu'héroïnes dans des histoires telles que "Chunhyangga", et en tant que personnages importants dans de nombreux autres récits de l'ère Joseon.
Les kisaeng ont également commencé à apparaître dans l'art vernaculaire du Joseon tardif. Elles sont particulièrement fréquentes dans l'œuvre du célèbre peintre du début du XIXe siècle Hyewon, dont le travail portait à la fois sur la vie des "cheonmin" et sur des thèmes érotiques.
Les kisaeng continuent d'être au centre de la compréhension et de l'imagination de la culture de Joseon dans les pays contemporains de Corée du Sud et Corée du Nord. Par exemple, le personnage principal féminin du film Ivre de femmes et de peinture est une kisaeng, la compagne du peintre Owon. De nouveaux traitements des histoires populaires de kisaeng, y compris  Chunhyang et Hwang Jini, continuent d'apparaître dans les romans et le cinéma populaires. Le drama Sin gisaeng dyeon (it) est une reprise moderne du thème des kisaeng.
- Au Lotus d'or - Histoires de courtisanes est une fiction de Lee Hyeon-su qui se déroule dans une maison de kisaeng de la Corée du Sud moderne.

## Kisaeng célèbres
Voici quelques kisaeng célèbres :
- Du-hyang, amante de Toegye Yi Hwang, s'est suicidée dans une rivière de sa ville natale Danyang après la mort de Toegye. Sa tombe se trouve toujours près de l'endroit où elle s'est suicidée.
- Sangchunrim, kisaeng de Séoul pendant Jungjong, associée à de nombreux savants : Sin Jong-ho, Jeong Sa-yong, Hong Eon-pil, Kim Han-guk, & Jeong Sun-yeong.
- Gang-a, kisaeng de Jeolla pendant Seonjo, l'amante de Jeong Cheol.
- Juk-hyang, kisaeng pendant Sunjo, l'amante de Kim Jeong-hui.
- Chu-hyang, l'amante de Sim Yook, meilleure poète féminine de son époque.
- Yi Mae-chang, poète de Buan
- Hong Rang
- Seol-mae, esprit remarquable.
- Hwang Jini, musicienne et intellectuelle de Kaesong.
- Non Gae, dont on se souvient pour l'assassinat d'un général japonais lors de la bataille de Jinju.
- Gyewolhyang, qui a tenté de faire tuer le général japonais Konishi Yukinaga à Pyongyang.
- Man-hyang de Hamhung
- Yuji de Hwangju
- Kim Ja-ya, la dernière kisaeng formée de façon classique en Corée du Sud.
- Lee Hwajungseon, une kisaeng qui a donné une interview, sans précédent à l'époque, dans le numéro de mars 1923 de "Contemporary Review".

## Lectures supplémentaires
- Minato Kawamura, 기생 : 말하는 꽃 (Gisaeng : Malhaneun kkot) (Kisaeng : les fleurs parlantes), Séoul, Sodam,‎ 2001, 343 p. (ISBN 978-89-7381-474-9) (Tr. from Japanese original)
- Kichung Kim, An introduction to classical Korean literature from hyangga to p'ansori (une introduction a la literature coreenne classique du Hyangga au P'ansori), Armonk, M.E. Sharpe, 1996